# Sacatrapos
Los sacatrapos son unos dulces típicos de Semana Santa en la Sierra de Francia, Salamanca. Las mujeres serranas suelen preparar cuando un familiar o un amigo se va a casar. Son parecidos a los pestiños, pero más suaves, finos y sin miel. También se puede encontrar variaciones en otras regiones como Valencia o Andalucía

## Características
Sus ingredientes principales son: 
2 tazas (de las del café) de aceite.
1 taza (de café) de agua hervida con anises y cáscara de naranja. (Fría)
1 huevo batido.
2 cucharadas de azúcar.
1 copa de aguardiente.
600 g de harina de trigo.
1 sobre de levadura. 

### Elaboración
Se mezcla el aceite, con el agua, el huevo batido y el azúcar. Se añade una copita de aguardiente y se le va añadiendo la harina mezclada con la levadura, hasta que se desprenda la masa. Hay que amasarla muy bien y dejar levar durante dos horas mínimo. Se extiende con un rodillo hasta que quede una masa muy fina. Se corta en tiras y se van enroscando en cañas de bambú de unos 15-20 cm y se fríen en una sartén grande con aceite muy caliente. Cuando están dorados por ambos lados se sacan y se dejan escurrir. Luego se pasan por azúcar, se sacan de las cañas y listos. De ahí la forma de rulo que tienen.
Las cañas utiliza todos los años las mismas.